# Claes Gabriel Bergenstråhle
För den andre Bergenstråhle med samma namn, se Gabriel Bergenstråhle.
Claes Gabriel Bergenstråhle, född 24 september 1787 på Lunda i Bro socken, Uppsala län, död 31 januari 1864 i Stockholm, var en svensk friherre, militär och ämbetsman. Han var halvbror till Johan Bergenstråhle, svärfar till Johan Henrik Ankarcrona och morfar till Sten Ankarcrona.

## Biografi
Bergenstråhle deltog som kapten i landstigningarna i Finland 1808 med åländska fördelningen samt i fälttågen i Tyskland 1813 och i Norge 1814. Han inträdde i Generalstaben 1816, avancerade där till överste 1828. År 1835 utnämndes han till generaladjutant och landshövding i Jönköpings län. Han erhöll friherrevärdighet vid sitt avsked från denna post 1855. Han fick avsked från krigstjänsten 1860.
Bergenstråhle verkade bland annat för jordbrukets höjande och för förbättringar inom försäkringsväsendet. På hans initiativ bildades i samarbete med Anders Filén 1837 en allmän brandstodsförening inom Jönköpings län, vilken sedan vann efterföljd i nästan alla län, samt 1842 ett brandförsäkringsbolag för lös egendom för Sveriges alla städer, sedermera Allmänna Brand. Han verkade även för nykterheten inom länet.